# Nototriche epileuca
Nototriche epileuca är en malvaväxtart som beskrevs av Arthur William Hill. Nototriche epileuca ingår i släktet Nototriche och familjen malvaväxter. Inga underarter finns listade i Catalogue of Life.